# Tron (pel·lícula)
 Tron  és una pel·lícula estatunidenca de ciència-ficció dirigida per Steven Lisberger, estrenada el 1982. Una continuació, Tron: Legacy, va ser dirigida el 2010 per la Walt Disney Pictures.

## Argument
Kevin Flynn era un important programador a ENCOM, però la paternitat dels videojocs que ha desenvolupat ha estat usurpada per un dels seus col·legues, Ed Dillinger. Aquest últim ha aconseguit igualment fer-lo acomiadar.
Arrendatari d'una sala on es fan servir els seus propis jocs en benefici d'ENCOM, Kevin intenta, cada vespre des de casa seva, de penetrar el sistema informàtic de la societat editora. Amb l'ajuda del seu programa CLU (Codified Likeness Utility ) recerca proves del robatori del qual ha estat víctima. Però el sistema és ben protegit, sota el control del MCP ( Master Control Program), un antic programa de fracassos creat abans per Dillinger, que ha arribat a l'estadi d'intel·ligència artificial per una evolució autònoma incontrolada. El mateix Dillinger ha seguit un camí paral·lel, ja que s'ha convertit en PDG de l'empresa.
Havent estat neutralitzat CLU pel MCP, Kevin no té altra tria que d'introduir-se a ENCOM per accedir des de l'interior al sistema informàtic. Per això, compta amb la complicitat d'antics col·legues: Lora i Alan.
Arriba a un terminal situat als laboratoris d'ENCOM on es porta un projecte de recerca sobre la desmaterialització dels objectes. El MCP pren llavors el control del làser experimental i aconsegueix desmaterialitzar Kevin per injectar-lo al cor del sistema informàtic. Dins de l'ordinador, els programes tenen l'aparença del seu dissenyador. Hi troba doncs els que tenen els trets de Lora (programa YORI) i Alan (programa TRON) però també Dillinger (programa SARK).
Kevin és capturat per entitats a sou del MCP que intenten eliminar-lo llançant-lo sobre la reixa de jocs d'ENCOM (combats de discos i motocicletes lluminoses). Sent el creador d'aquests jocs, aconsegueix escapar-se'n i intenta alliberar el sistema de la parella SARK/MCP. Ho aconseguirà recuperant de passada la prova dels seus drets de propietat, provocant la caiguda de Dillinger i recupera el lloc de patró.

## Repartiment
- Jeff Bridges: Kevin Flynn / Clu

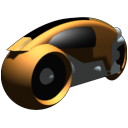
Light Cycle

- Bruce Boxleitner: Alan Bradley / Tron
- David Warner: Ed Dillinger / Sark / Veu del MCP
- Cindy Morgan: Lora / Yori
- Barnard Hughes: Dr. Walter Gibbs / Dumont
- Dan Shor: Ram
- Peter Jurasik: Crom
- Tony Stephano: Peter / Tinent de Sark
- Craig Chudy: Guerrer #1
- Vince Deadrick Jr.: Guerrer #2
- Sam Schatz: Guerrer expert del disc
- Jackson Bostwick: Guàrdia principal
- David S. Cass Sr.: Guàrdia de la fàbrica
- Gerald Berns: Guàrdia #1
- Bob Neill: Guàrdia #2

## Origen i producció
La pel·lícula prové d'un concepte del realitzador Steven Lisberger, apassionat de la informàtica. Amb el productor Donald Kushner, Lisberger va passar dos anys recercant les tecnologies per realitzar el film.
Tron  és la primera a fer servir la imatgeria informàtica de manera intensiva, no només com un element d'efectes especials com a Mondwest (1973) o Star Wars, episodi IV: Una nova esperança (1977) però per concebre un món virtual. Entre els responsables de l'equip dels efectes especials, destacar Syd Mead, Jean Giraud (Moebius) i l'il·lustrador Peter Lloyd, tots supervisats per Harrison Ellenshaw i Richard Taylor. Quatre societats d'informàtica han subministrat el fitxers de síntesi de la pel·lícula. Dues de Los Angeles: Information Internacional Inc (Triple-I) i Robert Abel & Associates (RA&A) (fundada el 1971 per Robert «Bob» Abel (1937-2001) i Con Pederson), dues de Nova York: Digital Effects (fundada per Jeff Kleiser) i Mathematic Application Group Inc (MAGI) (fundada el 1966 per Phillip Mittelman), aquest últim va subministrar la principal part del treball gràcies a la instal·lació un vincle transcontinental amb els estudis de Disney a Burbank. Tanmateix la durada de càlcul necessari per a una escena permetia tallar el vincle de dos dies i mig a cinc dies entre cada transmissió. Les escenes del món virtual van ser rodades a Burbank (després retreballades) mentre les escenes del món real van ser rodades a Los Angeles i al Laboratori nacional de Lawrence Livermore d'Oakland a Califòrnia.
Per tal d'assegurar la promoció de la pel·lícula, l'estudi va preparar una emissió especial de 30 minuts, titulada Computers are people, too!  difosa el 23 de maig de 1982 en sindicació.

## Efectes especials
Tron  és la primera pel·lícula a utilitzar seqüències treballades o concebudes per ordinador. A més, cal recordar que el 1980, el ratolí (amb els seus botons i la seva bola) no estava estès encara. La invenció del ratolí amb bola data de 1979, i es va quedar confinada en les universitats i parcs de recerca i no va emergir per al públic fins al 1983 a l'Apple Lisa. I com Disney no posseïa aquests ordinadors experimentals, els informàtics contractats per Disney van treballar llargues hores únicament amb un teclat, en mode text.
L'acabat allisat i artificial que s'obtenia amb les imatges de l'època no és un defecte, ja que permet donar un caràcter artificial al món de l'ordinador respecte a la realitat. Aquest acabat ha estat d'altra banda utilitzat més tard per John Carpenter el 1996 pel submarí a Los Angeles 2013, els trucs van ser fets per Buena Vista Visual Effects, que és una filial de Disney.
Altres pel·lícules com ara Star Wars, episodi IV: Una nova esperança (1977), havien utilitzat esporàdicament gràfics creats per ordinador, però Tron consta d'aproximadament 15 minuts on s'utilitza exhaustivament. Cal recordar que l'animació digital 3D i la tecnologia CGI encara no existia com a tal, i per tant, tampoc hi havia softwares per treballar-les i a penes se'n tenia coneixement, és per això que la producció d'aquest film va resultar tant laboriosa, ja que, per exemple, per renderitzar un sol fotograma tardaven hores. Tot i això, la pel·lícula consta de moltes menys imatges creades per ordinador del que podria semblar a simple vista, ja que, la gran majoria de les escenes del món virtual van ser realitzades a través de d'efectes òptics tradicionals, concretament a través de les tècniques rotoscòpiques. Aquestes escenes eren gravades en blanc i negre, després s'imprimien en gran format i es pintaven amb tècniques de fotografia i les tècniques rotoscòpiques, així aconseguien un aspecte tecnològic i futurista. Aquesta tècnica, però, resulta tant laboriosa que no s'ha repetit en cap altre pel·lícula. També en les escenes del món virtual, un cop les imatges ja estaven generades, s'utilitzava la tècnica backlit, la qual consisteix en projectar una llum darrera la cinta de la pel·lícula per així aconseguir un efecte semblant al del neó, en els personatges (els programes), les llums de les parets i el fons.
Però, tot i ser de les primeres grans produccions en utilitzar gràfics creats amb ordinador i utilitzar tantes altres tècniques de forma tan ingeniosa, la pel·lícula no va aconseguir ser un èxit per la poca expressió de les actuacions i el complex guió (a més, va haver de competir amb altres grans estrenes com ET, l'extraterrestre o Blade Runner), però avui en dia és reconeguda com una gran fita de l'animació digital, i també com la primera pel·lícula del subgènere de realitat virtual.

## Al voltant de la pel·lícula
- Sobre un dels murs lluminosos de la sala de vigilància on Sark dona les seves ordres i s'aïlla per dialogar amb el MCP, un petit Pac-Man parpelleja a la dreta de la pantalla. (0:43:30)
- Quan passa un veler solar, es pot veure un cap de Mickey Mouse en el sòl (1:09:29)
- La major part de la pel·lícula passa en un temps real extremadament curt. En efecte, tots els esdeveniments l'acció dels quals se situa al món virtual són en l'escala informàtica, és a dir que els temps són mesurats en nanosegons. Es pot doncs suposar que tota l'aventura de Flynn al món virtual no dura més que uns pocs segons al món real.
- En un pòster al despatx d'Alan Bradley, es poden llegir les paraules «Gort klaatu barada nikto», en referència a la fórmula que utilitza Klaatu, l'àlien de la pel·lícula El Dia què la Terra es va parar (Robert Wise, 1951) per dirigir el seu robot, Gort. (0:27:11)
- El nom de la pel·lícula (i del personatge interpretat per Bruce Boxleitner) TRON  ve de elecTRONica . Abans de la creació de la pel·lícula, els seus creadors havien inventat un personatge retroaclarit del qual l'aparença retornava a un univers electrònica. Aquest primer esbós ha estat en principi utilitzat per promocionar cadenes de ràdio als Estats Units abans de donar a llum un projecte de pel·lícula basat en aquest concepte.
- Sobre els vells sistemes informàtics, la funció "Trace On", cridada per la cadena d'ordres "TRON" permetia de seguir els processos de funcionament d'un programa. Alguns rumors diuen que el personatge principal porta aquest nom a causa de la funció que efectua inicialment en el sistema informàtic on evoluciona.
- MCP és l'acrònim de Master Control Program en versió original. Master Control Program  és el nom d'un sistema operatiu real de Burroughs MCP que funcionava sobre Burroughs large systems els principals mainframes de la companyia Burroughs Corporation.
- La forma del MCP va ser igualment represa per la sèrie South Park per representar Moíse, la primera vegada en l'episodi Els Scouts jueu. Sempre en la sèrie South Park : en l'episodi 4 de la temporada 14, Tens 0 amics, Stan es fa enganxar pel seu perfil Facebook massa poderós i es troba en un món virtual on tots els perfils són representats amb el seu propietari i on, en la imatge de l'univers de Tron , tots estan vestits de combinacions i de cascos luminescents.
- La banda original de la pel·lícula comprèn dues composicions del grup Journey: Only Solucions  i 1990's Theme .
- El clip de la cançó From Paris to Berlin  d'Infernal , estrenada el 2005, s'inspira en l'univers depurat de Tron , sobretot les seves carreres de moto.
- El clip de la cançó 12:51  del grup The Strokes, dirigida per Roman Coppola el 2003, s'inspira igualment en la pel·lícula.
- El clip de la cançó The Tron girl  de The key of Awesome s'inspira en l'univers de Tron.
- Amb la pel·lícula I, Robot, dirigida per Alex Proyas, es poden trobar diverses similituds; finalment, l'agent de policia Del Spooner (Will Smith) es llança en un immens raig lluminós que és de fet l'ordinador principal que dirigeix tots els robots, per tal d'injectar-li un «virus» per destruir-lo. Al final de Tron , Kevin Flynn es llança dins d'un raig lluminós que és de fet el MCP, per permetre a Tron col·locar-hi un programa que el destruirà.
- En la sèrie Chuck qui pren lloc a Burbank, l'heroi Chuck Bartowski, geek convertit en agent secret contra el seu grat, és un gran seguidor de Tron. Hom es pot fixar en un pòster de la pel·lícula a la seva habitació.
- L'univers de Tron  apareix al videojoc Kingdom Hearts 2 on forma part del sistema de l'ordinador d'Ansem.
- Es pot trobar una referència en l'episodi Simpson Horror Show VI dels Simpson.

## Premis i nominacions

### Premis
- 1983: Premi Saturn al millor vestuari[5]

### Nominacions
- 1983: Oscar al millor vestuari per Eloise Jensson i Rosanna Norton
- 1983: Oscar al millor so per Michael Minkler, Bob Minkler, Lee Minkler i James LaRue
- 1983: BAFTA als millors efectes visuals: Richard Taylor i Harrison Ellenshaw
- 1983: Premi Saturn Award a la millor pel·lícula d'animació
- 1983: Premi Saturn a la millor pel·lícula de ciència-ficció